# Zetaquira

Localização de Zetaquira no departamento de Boyacá.

Zetaquira é um município no departamento de Boyacá, na Colômbia.